# Финансовый центр Наньцзин-Гринлэнд
Башня Цзыфэн (кит. упр. 南京紫峰大厦, пиньинь Nánjīng Zǐfēng Dàshà, палл. Наньцзин Цзыфэн Даша, буквально: «Пурпурный пик»), ранее известная как Финансовый центр Наньцзин-Гринлэнд (англ. Nanjing Greenland Financial Center) — сверхвысокий небоскрёб, расположенный в деловом центре города Нанкин (КНР), у озера Сюаньу. Строительство завершено в 2010 году. Высота здания по шпилю — 450 метров, по верхнему этажу — 316,6 м. По состоянию на 2023 год башня занимала 22-е место в мире, 17-е в Азии, 11-е в Китае и 1-е место в Нанкине и провинции Цзянсу.
66-этажная башня имеет смешанное использование: в средней части здания располагаются офисные помещения, в верхней части — отель британской сети InterContinental, нижние этажи отданы под магазины и рестораны, на пяти подземных этажах размещаются автомобильный паркинг на 1200 мест и технические помещения. На высоте 272 м имеется смотровая площадка, с которой открывается панорамный вид на город Нанкин, соседнюю реку Янцзы и окрестные горы.
Архитектором небоскрёба выступила американская фирма Skidmore, Owings & Merrill (проектом руководил архитектор Эдриан Смит), застройщиком — китайская Shanghai Construction Group, владельцем является шанхайская Greenland Group. 